# Club Baloncesto Sevilla 2001-2002
Questa voce raccoglie le informazioni riguardanti il Club Baloncesto Sevilla nelle competizioni ufficiali della stagione 2001-2002.

## Stagione
La stagione 2001-2002 del Club Baloncesto Sevilla è la 13ª nel massimo campionato spagnolo di pallacanestro, la Liga ACB.

## Roster
Aggiornato al 30 luglio 2021.
| Caja San Fernando 2001-02 | Caja San Fernando 2001-02 |
| Giocatori                 | Staff tecnico             |
| ------------------------- | ------------------------- |

| N. | Naz.                                       | Ruolo | Nome                | Anno | Alt.   | Peso   |  |
| -- | ------------------------------------------ | ----- | ------------------- | ---- | ------ | ------ |  |
| 4  | Spagna (bandiera)                          | P     | Sergio Sánchez      | 1981 | 189 cm | 80 kg  |  |
| 5  | Stati Uniti (bandiera) · Italia (bandiera) | C     | Joey Beard          | 1975 | 210 cm | 110 kg |  |
| 6  | Stati Uniti (bandiera)                     | P     | Corey Brewer        | 1975 | 185 cm | 83 kg  |  |
| 7  | Spagna (bandiera)                          | C     | Berni Tamames       | 1973 | 206 cm | 107 kg |  |
| 7  | Francia (bandiera)                         | AG    | Thierry Gadou       | 1969 | 205 cm | 105 kg |  |
| 8  | Spagna (bandiera)                          | C     | Salvador Guardia    | 1974 | 206 cm | 115 kg |  |
| 9  | Spagna (bandiera)                          | AC    | Diego Fajardo       | 1976 | 208 cm | 100 kg |  |
| 10 | Stati Uniti (bandiera)                     | AP    | Antonio Granger     | 1976 | 199 cm | 98 kg  |  |
| 10 | Isole Vergini Americane (bandiera)         | AG    | Carl Thomas         | 1976 | 201 cm | 100 kg |  |
| 11 | Inghilterra (bandiera)                     | G     | Steve Hansell       | 1975 | 192 cm |        |  |
| 12 | Australia (bandiera) · Italia (bandiera)   | A     | Martin Cattalini    | 1973 | 200 cm | 100 kg |  |
| 12 | Spagna (bandiera)                          | G     | Víctor Pérez        | 1982 | 193 cm |        |  |
| 13 | Danimarca (bandiera)                       | C     | Mikkel Larsen       | 1972 | 207 cm | 110 kg |  |
| 13 | Spagna (bandiera)                          | A     | Francesc Solana (C) | 1972 | 198 cm |        |  |
| 14 | Brasile (bandiera) · Germania (bandiera)   | G     | Anderson Schutte    | 1975 | 196 cm |        |  |
| 14 | Francia (bandiera)                         | AP    | Makan Dioumassi     | 1972 | 195 cm | 90 kg  |  |
| 14 | Spagna (bandiera)                          | G     | Juan Arsenio Torres | 1983 | 195 cm |        |  |
| 15 | Canada (bandiera) · Italia (bandiera)      | C     | Peter Guarasci      | 1974 | 206 cm | 104 kg |  |
| 15 | Spagna (bandiera)                          | C     | Manuel De la Casa   | 1982 | 207 cm |        |  |

| Allenatore                                                                         |
| - Marco Crespi                                                                     |
| Assistente/i                                                                       |
| - Pablo Camacho - Javier Fijo Legenda - (C) Capitano - (IN) Inattivo - Infortunato |

## Mercato

### Sessione estiva
| Acquisti | Acquisti         | Acquisti      | Acquisti   | Acquisti |
| R.a      | Nome             | da            | Modalità   |          |
| -------- | ---------------- | ------------- | ---------- | -------- |
| C        | Peter Guarasci   | Pall. Roseto  | definitivo |          |
| AP       | Antonio Granger  | Pall. Biella  | definitivo |          |
| C        | Mikkel Larsen    | Makedonikos   | definitivo |          |
| P        | Corey Brewer     | Pall. Biella  | definitivo |          |
| C        | Joey Beard       | Basket Rimini | definitivo |          |
| G        | Steve Hansell    | AEK Atene     | definitivo |          |
| C        | Salvador Guardia | Fuenlabrada   | definitivo |          |

| Cessioni | Cessioni           | Cessioni      | Cessioni       | Cessioni |
| R.       | Nome               | a             | Modalità       |          |
| -------- | ------------------ | ------------- | -------------- | -------- |
| A        | Richard Scott      | Granada       | fine contratto |          |
| AP       | Mike Smith         | Alicante      | fine contratto |          |
| C        | Chuck Kornegay     | Málaga        | definitivo     |          |
| P        | Andre Turner       | Cáceres       | fine contratto |          |
| C        | Nacho Romero       | Lleida        | fine contratto |          |
| G        | Vladimir Bogojevič | Cologne 99ers | fine contratto |          |
| P        | Iván Corrales      | Cantabria     | fine contratto |          |

### Dopo l'inizio della stagione
| Acquisti | Acquisti        | Acquisti          | Acquisti        | Acquisti   |
| R.       | Nome            | da                | Data            | Modalità   |
| -------- | --------------- | ----------------- | --------------- | ---------- |
| AG       | Thierry Gadou   | Pau-Orthez        | 12 ottobre 2001 | definitivo |
| AP       | Makan Dioumassi | Free agent        | 14 ottobre 2001 | definitivo |
| AC       | Diego Fajardo   | Scaligera Verona  | febbraio 2002   | definitivo |
| AG       | Carl Thomas     | S. Falls Skyforce | 23 aprile 2002  | definitivo |

| Cessioni | Cessioni         | Cessioni       | Cessioni       | Cessioni       |
| R.       | Nome             | a              | Data           | Modalità       |
| -------- | ---------------- | -------------- | -------------- | -------------- |
| C        | Mikkel Larsen    | Free agent     | ottobre 2001   | fine contratto |
| C        | Berni Tamames    | Lleida         | ottobre 2001   | rescissione    |
| G        | Anderson Schutte | Free agent     | ottobre 2001   | rescissione    |
| C        | Joey Beard       | Free agent     | aprile 2002    | rescissione    |
| AP       | Antonio Granger  | Virtus Bologna | 24 aprile 2002 | rescissione    |